# 早來町
早來町（日语：〔〕／ Hayakita chō */?）為過去位於北海道膽振支廳東部的行政區劃，位於勇拂平原外圍的丘陵地上，轄區中央有安平川通過。已於2006年3月27日與追分町合併為新設置的安平町。
名稱源自阿伊努語的「sak-ru-pes-pe」（夏天穿越河道的道路）或「sak-ru」（夏天的道路），取與讀音類似的作為地名，後來讀音變為。

## 歷史
1894年設置早來車站之後，開始吸引開墾者前來安平川流域進行開墾，由於人口的增加，1900年將早來車站周邊原屬勇拂村的區域以及植苗村（後來的追分町）合併設置安平戶長役場。但早來以農業為主，追分則是以工商業發展為主，因此兩地立場一直不同，最後在1952年因是否設置追分高校的問題導致兩地決裂而決定分村。直到2006年3月27日兩地決定再度合併為安平町。

### 年表
- 1900年：設置安平戶長役場。[2]
- 1906年4月1日：安平村成為北海道二級村。[3]
- 1923年4月1日：安平村成為北海道一級村。
- 1952年8月1日：追分村從安平村分村。
- 1954年10月1日：安平村改名為早來村。
- 1957年1月1日：早來村改制為早來町。
- 2006年3月27日：早來町和追分町合併為安平町。

## 產業
以農業和乳牛畜牧業為主，特別以乳牛品種改良聞名。由於鄰近新千歲機場和苫小牧市東部的工業區，因此也積極招攬工業產業

## 交通

### 機場
- 新千歲機場（位於千歲市和苫小牧市）

### 鐵路
- 北海道旅客鐵道
  - 室蘭本線：遠淺車站 - 早來車站 - 安平車站
  - 石勝線：通過轄區，但無設站。

|  |  |

### 道路
| 一般國道 - 國道234號 | 主要地方道 - 北海道道10號千歲鵡川線 道道 - 北海道道235號上幌內早來停車場線 - 北海道道258號早來千歲線 - 北海道道482號豐川遠淺停車場線 - 北海道道576號瑞穗安平停車場線 - 北海道道933號北進平取線 |

### 巴士
- 道南巴士
- 厚真巴士

## 觀光景點
- 鶴之湯溫泉

## 教育

### 中學校
- 早來町立早來中學校

### 小學校
| - 早來町立早來小學校 - 早來町立安平小學校 | - 早來町立遠淺小學校 | - 早來町立富岡小學校 |

## 本地出身的名人
- 橋本聖子：前競速滑冰選手、參議院議員

## 外部連結
- （日語）早來追分合併協議會
- （日語）早來町商工會